# Danh sách loài của Aerangis

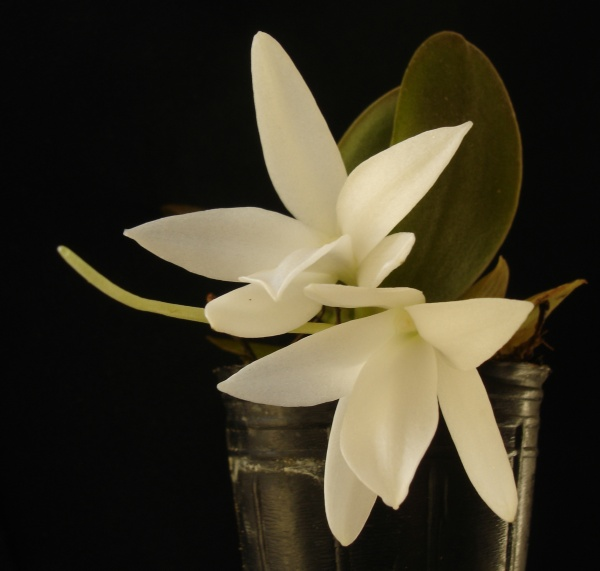
Aerangis fastuosa

Aerangis là một chi phong lan (Orchidaceae), gồm khoảng 57 loài.

## A
- Aerangis alcicornis
- Aerangis appendiculata
- Aerangis arachnopus
- Aerangis articulata

## B
- Đầu
- 0–9
- A
- Ă
- Â
- B
- C
- D
- Đ
- E
- F
- G
- H
- I
- J
- K
- L
- M
- N
- O
- P
- Q
- R
- S
- T
- U
- Ư
- V
- W
- X
- Y
- Z

- Aerangis biloba
- Aerangis bouarensis
- Aerangis boutonii
- Aerangis brachycarpa

## C
- Đầu
- 0–9
- A
- Ă
- Â
- B
- C
- D
- Đ
- E
- F
- G
- H
- I
- J
- K
- L
- M
- N
- O
- P
- Q
- R
- S
- T
- U
- Ư
- V
- W
- X
- Y
- Z

- Aerangis calantha
- Aerangis carnea
- Aerangis x chirioana
- Aerangis citrata
- Aerangis collum-cygni
- Aerangis concavipetala
- Aerangis confusa
- Aerangis coriacea
- Aerangis coursiana
- Aerangis cryptodon

## D
- Đầu
- 0–9
- A
- Ă
- Â
- B
- C
- D
- Đ
- E
- F
- G
- H
- I
- J
- K
- L
- M
- N
- O
- P
- Q
- R
- S
- T
- U
- Ư
- V
- W
- X
- Y
- Z

- Aerangis decaryana
- Aerangis distincta
- Aerangis divitiflora

## E
- Đầu
- 0–9
- A
- Ă
- Â
- B
- C
- D
- Đ
- E
- F
- G
- H
- I
- J
- K
- L
- M
- N
- O
- P
- Q
- R
- S
- T
- U
- Ư
- V
- W
- X
- Y
- Z

- Aerangis ellisii

## F
- Đầu
- 0–9
- A
- Ă
- Â
- B
- C
- D
- Đ
- E
- F
- G
- H
- I
- J
- K
- L
- M
- N
- O
- P
- Q
- R
- S
- T
- U
- Ư
- V
- W
- X
- Y
- Z

- Aerangis fastuosa
- Aerangis flexuosa
- Aerangis fuscata

## G
- Đầu
- 0–9
- A
- Ă
- Â
- B
- C
- D
- Đ
- E
- F
- G
- H
- I
- J
- K
- L
- M
- N
- O
- P
- Q
- R
- S
- T
- U
- Ư
- V
- W
- X
- Y
- Z

- Aerangis gracillima
- Aerangis gravenreuthii

## H
- Đầu
- 0–9
- A
- Ă
- Â
- B
- C
- D
- Đ
- E
- F
- G
- H
- I
- J
- K
- L
- M
- N
- O
- P
- Q
- R
- S
- T
- U
- Ư
- V
- W
- X
- Y
- Z

- Aerangis hariotiana
- Aerangis hildebrandtii
- Aerangis hologlottis
- Aerangis humblotii
- Aerangis hyaloides

## J
- Đầu
- 0–9
- A
- Ă
- Â
- B
- C
- D
- Đ
- E
- F
- G
- H
- I
- J
- K
- L
- M
- N
- O
- P
- Q
- R
- S
- T
- U
- Ư
- V
- W
- X
- Y
- Z

- Aerangis jacksonii

## K
- Đầu
- 0–9
- A
- Ă
- Â
- B
- C
- D
- Đ
- E
- F
- G
- H
- I
- J
- K
- L
- M
- N
- O
- P
- Q
- R
- S
- T
- U
- Ư
- V
- W
- X
- Y
- Z

- Aerangis kirkii
- Aerangis kotschyana

## L
- Đầu
- 0–9
- A
- Ă
- Â
- B
- C
- D
- Đ
- E
- F
- G
- H
- I
- J
- K
- L
- M
- N
- O
- P
- Q
- R
- S
- T
- U
- Ư
- V
- W
- X
- Y
- Z

- Aerangis luteoalba
  - Aerangis luteoalba var. luteoalba
  - Aerangis luteoalba var. rhodosticta

## M
- Đầu
- 0–9
- A
- Ă
- Â
- B
- C
- D
- Đ
- E
- F
- G
- H
- I
- J
- K
- L
- M
- N
- O
- P
- Q
- R
- S
- T
- U
- Ư
- V
- W
- X
- Y
- Z

- Aerangis macrocentra
- Aerangis maireae
- Aerangis megaphylla
- Aerangis modesta
- Aerangis monantha
- Aerangis montana
- Aerangis mooreana
- Aerangis mystacidii

## O
- Đầu
- 0–9
- A
- Ă
- Â
- B
- C
- D
- Đ
- E
- F
- G
- H
- I
- J
- K
- L
- M
- N
- O
- P
- Q
- R
- S
- T
- U
- Ư
- V
- W
- X
- Y
- Z

- Aerangis oligantha

## P
- Đầu
- 0–9
- A
- Ă
- Â
- B
- C
- D
- Đ
- E
- F
- G
- H
- I
- J
- K
- L
- M
- N
- O
- P
- Q
- R
- S
- T
- U
- Ư
- V
- W
- X
- Y
- Z

- Aerangis pallidiflora
- Aerangis x primulina
- Aerangis pulchella
- Aerangis punctata

## R
- Đầu
- 0–9
- A
- Ă
- Â
- B
- C
- D
- Đ
- E
- F
- G
- H
- I
- J
- K
- L
- M
- N
- O
- P
- Q
- R
- S
- T
- U
- Ư
- V
- W
- X
- Y
- Z

- Aerangis rostellaris

## S
- Đầu
- 0–9
- A
- Ă
- Â
- B
- C
- D
- Đ
- E
- F
- G
- H
- I
- J
- K
- L
- M
- N
- O
- P
- Q
- R
- S
- T
- U
- Ư
- V
- W
- X
- Y
- Z

- Aerangis seegeri
- Aerangis somalensis
- Aerangis spiculata
- Aerangis splendida
- Aerangis stelligera
- Aerangis stylosa

## T
- Đầu
- 0–9
- A
- Ă
- Â
- B
- C
- D
- Đ
- E
- F
- G
- H
- I
- J
- K
- L
- M
- N
- O
- P
- Q
- R
- S
- T
- U
- Ư
- V
- W
- X
- Y
- Z

- Aerangis thomsonii

## U
- Đầu
- 0–9
- A
- Ă
- Â
- B
- C
- D
- Đ
- E
- F
- G
- H
- I
- J
- K
- L
- M
- N
- O
- P
- Q
- R
- S
- T
- U
- Ư
- V
- W
- X
- Y
- Z

- Aerangis ugandensis

## V
- Đầu
- 0–9
- A
- Ă
- Â
- B
- C
- D
- Đ
- E
- F
- G
- H
- I
- J
- K
- L
- M
- N
- O
- P
- Q
- R
- S
- T
- U
- Ư
- V
- W
- X
- Y
- Z

- Aerangis verdickii
  - Aerangis verdickii var. rusituensis
  - Aerangis verdickii var. verdickii